# Vassili Millioti
Vassili Millioti (en russe : Василий Дмитриевич Милиоти) (parfois orthographié Milioti) (1875 Moscou, Empire russe — 1943, Moscou, URSS) est un peintre russe et soviétique, représentant du symbolisme russe.

## Biographie
Vassili Millioti nait dans une famille d'origine grecque. Il avait des liens avec les familles d'hommes d'affaires Morozov, Alekseiev et Korch. Avec son frère, le peintre Nicolas Millioti, il passe ses vacances d'été dans les environs de Moscou dans la propriété du prince Kouzmink Golitsine.
Il ne suit pas d'enseignement académique et c'est son frère Nicolas qui s'occupe de sa formation artistique. En 1899, il entre à la faculté de droit, puis s'oriente plutôt vers la faculté de philologie et d'histoire à l'Université d'État de Moscou.

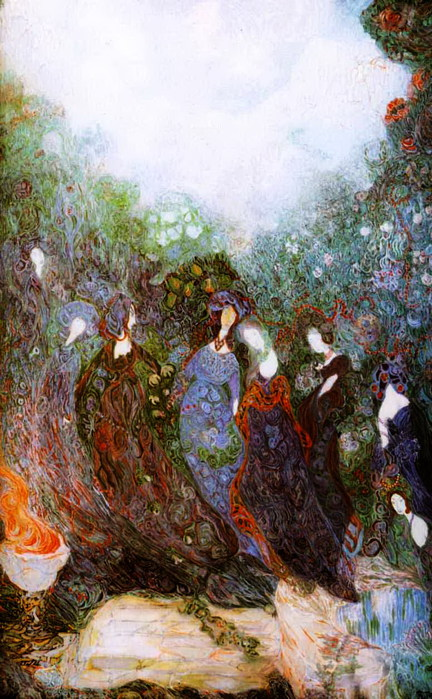
Telem Vassili - V.Millioti

En 1906, il débute comme scénographe ensemble avec Nikolaï Sapounov, au "théâtre dramatique de Saint-Pétersbourg Vera Komissarjevskaïa" dans un spectacle de Vsevolod Meyerhold pour la pièce d'Henrik Ibsen «Hedda Gabler». Ce théâtre, fondé en 1906 par l'actrice Komissarjevskaïa, accueille des spectacles expérimentaux ("Sœur Béatrice" de Maeterlinck, "Le Forain" d'Alexandre Blok y sont représentés).
De 1906 à 1909, il collabore aux revues Vesy et la Toison d'or, en réalisant des travaux graphiques, mais également, pour cette dernière, des articles de critique artistique.
Avec son frère il participe à l'exposition, organisée en 1907 par la « Rose bleue », et par la suite à celles de « l'Union des artistes russes » et de « Mir iskousstva ». Le groupe de la « Rose bleue » était conduit par Pavel Kouznetsov et présentait ses essais de symbolisme pictural. Le frère aîné de Vassili, Nikolaï y participait également. Le mécène et éditeur Nikolaï Riabouchinski finançait et organisait les expositions à partir de la revue qu'il dirigeait : la Toison d'or. C'est Vassili Millioti qui crée le tableau de la « Rose bleue » qui servait d'emblème à l'exposition et de couverture du catalogue et de nom au groupe des symbolistes qui s'était formé. Valéri Brioussov avait choisi ce nom d'une fleur, d'une couleur impossible ou difficile à créer à l'époque, comme symbole de perfection et d'idéal.
Parmi les symbolistes, Vassili Miliouti est souvent considéré comme continuant la tradition de Mikhaïl Vroubel par ses œuvres conçues comme des mosaïques qui rappellent la composition et l'imagerie du maître symboliste de 20 ans son aîné.
En 1909, de manière inattendue, il quitte Moscou et la vie du monde des artistes et part travailler dans les provinces du nord comme inspecteur des services criminels.
En 1917, il revient à Moscou et s'occupe à nouveau de graphisme et de peinture, mais après quelques années d'activité au sein de sociétés d'acquisition d'œuvres pour les musées de la ville il abandonne à nouveau sa vie active d'artiste et mène une existence solitaire.
En 1927, il se consacre à un cycle de peinture sur la pièce Le Festin en temps de peste de Pouchkine. Il poursuit sa peinture dans un style romantique-flamboyant, sur de petites surfaces, presque des contes en miniature (« Rêve », 1932 ; « Le balcon de pierre », 1935, deux œuvres réalisées pour des collections privées à Moscou), et également des tableaux sur des motifs littéraires de Miguel de Cervantes, Nicolas Gogol, Charles Dickens ou sur des thèmes de la musique classique. Les œuvres des dernières années montrent le rétrécissement de son cercle d'amis. À partir de 1927, il ne participe plus à des expositions.
Il meurt le 5 mars 1943 à Moscou.

## Œuvres

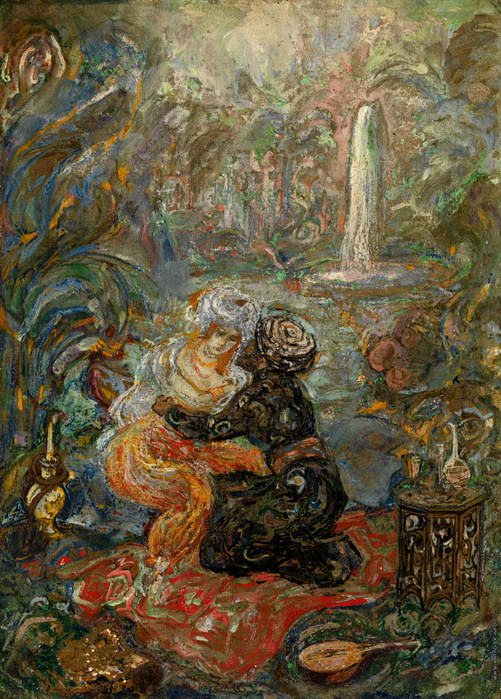
scène orientale Vassili Milioti
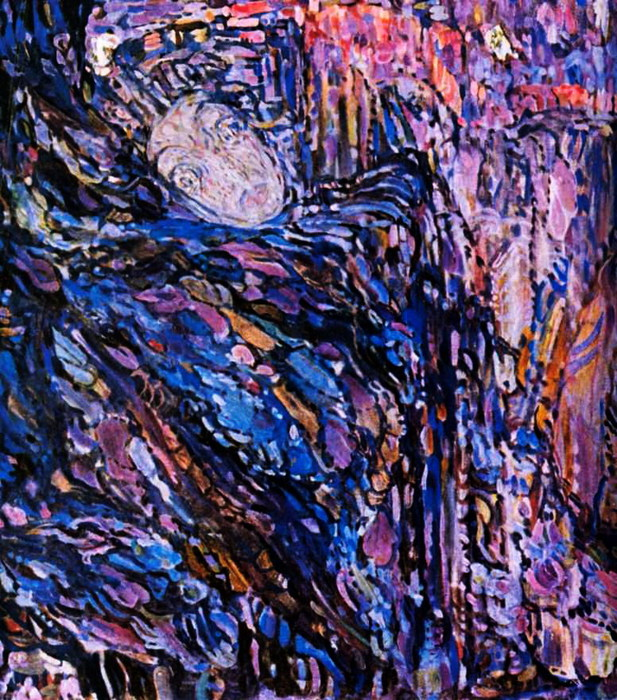
« Ange du chagrin », 1904
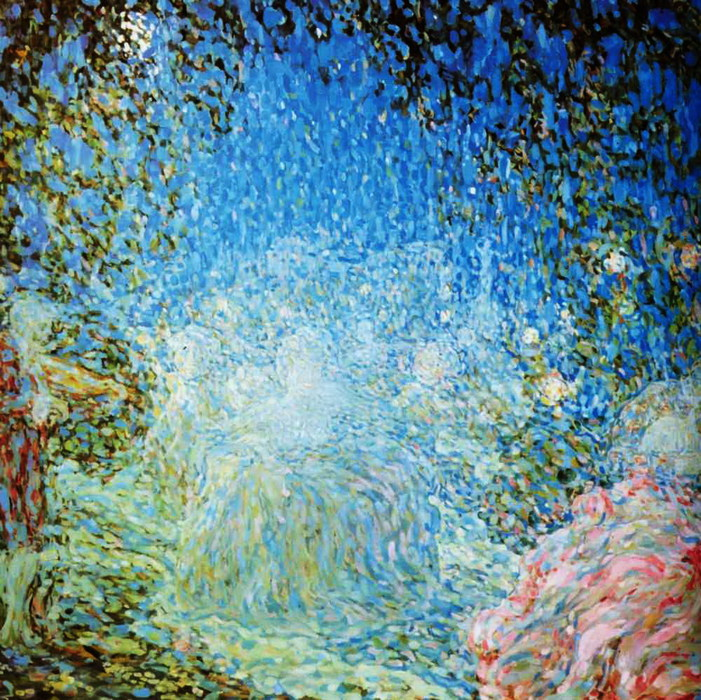
Horovod  Vassili Milioti
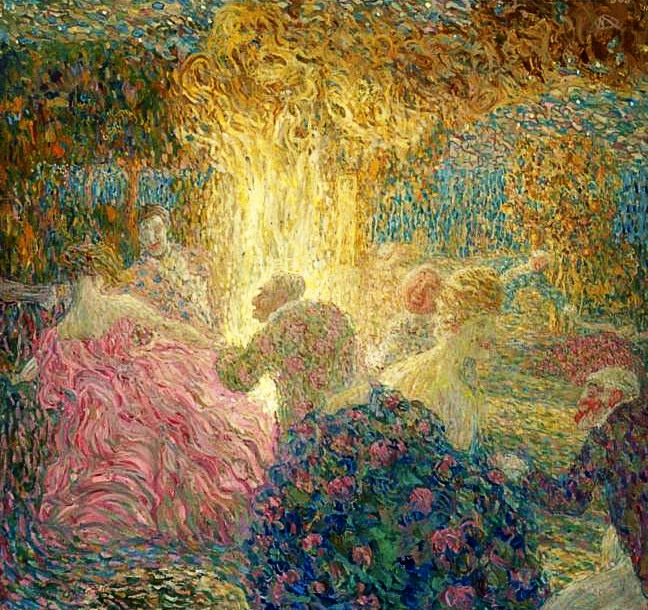
Kesä  Vassiliy Milioti
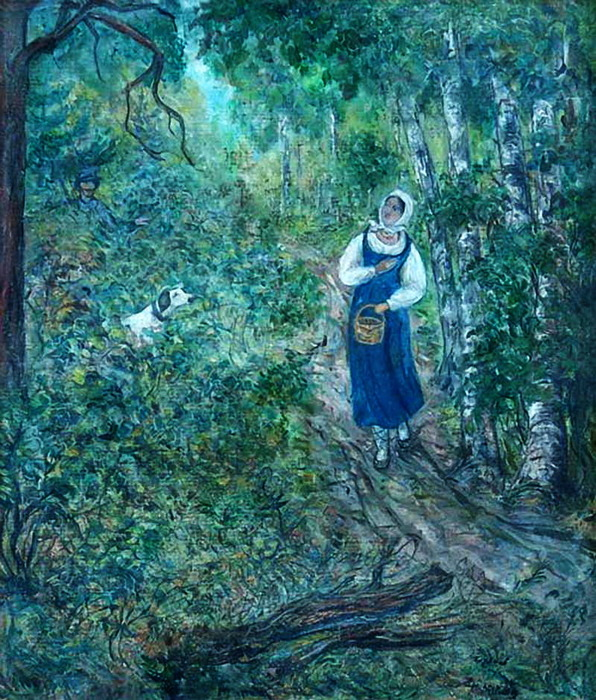
Composition sur un récit de Pouchkine 1934

## Famille
- Frère — Nicolas Millioti (1874, Moscou — 1962, Paris) — peintre russe symboliste.

## Expositions
expositions de groupe
- 1905—1907 — Exposition de l'Union des artistes russes (Выставка Союза русских художников)
- 1905 — Exposition de la Nouvelle société des artictes (Выставка Нового общества художников)
- 1906 — « Mir iskousstva »
- 1906 — Exposition d'art russe au Salon d'automne à Paris
- 1907 — «Rose bleue» (Moscou) (à partir du 18 mars)
- 1908 — Exposition la « Couronne » (Saint-Petersbourg)

## Source de la traduction
- (ru) Cet article est partiellement ou en totalité issu de l’article de Wikipédia en russe intitulé « Василий Дмитриевич Милиоти » (voir la liste des auteurs).